# Eddie Hart
Eddie Hart (eigentlich Edward James Hart; * 24. April 1949 in Martinez, Kalifornien) ist ein ehemaliger US-amerikanischer Sprinter und Olympiasieger.
Im Vorfeld der Olympischen Spiele 1972 in München gab es für den 100-Meter-Lauf drei Favoriten: Walerij Borsow aus der Sowjetunion sowie die beiden US-Amerikaner Rey Robinson und Hart. Die beiden US-Amerikaner waren bei den US-Trials jeweils 9,9 s gelaufen und hatten damit den Weltrekord eingestellt. Alle drei Favoriten gewannen ihren jeweiligen Vorlauf. Den ersten Zwischenlauf, in dem Robinson hätte antreten müssen, erlebten die US-Amerikaner im ABC-Fernsehstudio im olympischen Dorf, weil ihr Trainer Stan Wright den Zeitplan nicht kannte. Als die Amerikaner die Liveübertragung des ersten Zwischenlaufs sahen, eilten sie ins Stadion. Im zweiten Zwischenlauf hätte Hart antreten müssen, der aber nicht rechtzeitig eintraf. Der dritte US-Amerikaner Robert Taylor kam für den dritten Zwischenlauf rechtzeitig an den Start. Das Finale gewann dann Borsow souverän vor Taylor.
Während für Robinson mit seinem Vorlaufsieg seine gesamte olympische Laufbahn vorbei war, durfte Eddie Hart in der 4-mal-100-Meter-Staffel antreten. In der Besetzung Larry Black, Robert Taylor, Gerald Tinker und Eddie Hart gewann die US-Stafette die Goldmedaille vor den Mannschaften aus der Sowjetunion (Silber) und aus der Bundesrepublik Deutschland (Bronze).

## Bestzeiten
- 100 m: 10,07 s, 30. Juli 1978, Colorado Springs (handgestoppt: 9,9 s, 1. Juli 1972, Eugene)
- 200 m: 20,4 s, 16. Mai 1970, Los Angeles